# هتل تاج محل ترامپ
هتل تاج محل ترامپ (انگلیسی: Hard Rock Hotel & Casino Atlantic City) هتلی است که دونالد ترامپ در سال ۱۹۹۰ میلادی با هزینه ای حدود یک میلیارد دلار ساخت.
در سال ۲۰۱۴ این هتل با مالکیت آیکان اینترپرایسز به کار خود ادامه داد.